# Mary Balfour
Pour les articles homonymes, voir Balfour (homonymie).
Mary E. Balfour (fl. 1789 - 1810) est une poétesse irlandaise qui, en plus de poèmes originaux, a traduit la poésie irlandaise en anglais. Elle est considérée comme la seule femme dramaturge de Belfast du XIXe siècle.

## Biographie
Mary E. Balfour est née un 24 janvier à Limavady, certaines sources indiquant l'année 1755. D'autres pensent que cette date semble peu probable étant donné que le mariage de ses parents, John Balfour et une fille du Dr Samuel Moore de Derry, a  eu lieu en janvier 1778. Son année de naissance pourrait être 1789, ce qui correspond mieux aux dates de naissance de ses sœurs cadettes et aux personnages de ses poèmes. Son père est nommé recteur d'Errigal, dans le comté de Londonderry. Après la mort de son père, Balfour et ses sœurs ont dû subvenir à leurs besoins en enseignant, d'abord à Newtown Limavady, puis à Belfast. Balfour est membre du comité de la Harp Society. Elle traduit en anglais quatre poèmes irlandais de A General Collection of the Ancient Music of Ireland (1809) par Edward Bunting,.
Son seul recueil de poèmes Hope: a poetical essay with various other poems (Belfast, 1810) contient une variété de poèmes avec des thèmes classiques et un ensemble de poèmes destinés à être les paroles des chansons irlandaises collectées par Bunting. D'après son travail, il semble que Balfour ait été l'un des premiers écrivains irlandais à s'intéresser à la musique et au folklore. Sa pièce de théâtre de 1814, Kathleen O'Neil: a grand national melodrama in three acts est publiée de manière anonyme et parle d'une chasseuse de cerfs. Elle a été mise en scène à Belfast.
La date de son décès n'est pas confirmée. Une note écrite par John McKinley dans un volume de poèmes de 1819 dit qu'elle croit qu'elle était morte. On pense qu'elle est décédée à Belfast.